# 경제사
경제사(經濟史)는 경제의 변화 과정을 연구하는 학문이다. 경제사의 연구에는 역사적인 접근 방법과 통계학적인 접근 방법, 그리고 당대 역사적 상황에 기반한 경제 이론이 사용된다. 연관 학문으로 경영사, 사회사, 노동사 등이 있다. 특히 수량적인 변화에 집중하여 연구하는 경제사는 ‘수량경제사’라 한다.

## 개요
영국과 미국에서는 오래전부터 일반적인 역사와 분리된 별도의 경제사를 연구하여 왔다. 프랑스에서는 1920년대 아날 학파이후 경제사에 대한 연구가 중요한 학문적 경향으로 자리잡았다.
경제사는 다양한 관점에 따른 이론 간의 이견이 존재하는 학문이다. 오늘날에도 여전히 경제사에 대한 학자간 논쟁이 벌어지고 있다.

## 계량경제사
계량경제사(혹은 수량경제사)는 경제 이론과 계량경제학적인 기술을 사용하는 경제사의 한 분야이다.

## 유명한 경제사가
- 에릭 홉스봄
- 더글러스 노스
- 아마르티아 센

## 같이 보기
- 경제사상사
- 국제무역의 역사
- 국가별 GDP 변화 목록

## 참고 문헌
- Rondo Cameron and Larry Neal (2003, 4th ed.) A Concise Economic History of the World: From Paleolithic Times to the Present,480 pp., including annotated bibliography, Oxford. Table of Contents,
- N.F.R. Crafts (1987). "economic history," The New Palgrave: A Dictionary of Economics, v. 2, pp. 37-42.
- Joel Mokyr, ed. (2003), The Oxford Encyclopedia of Economic History. Oxford, U.K.: Oxford University Press, 5 vols.
- Graeme Snooks (1993), Economics without Time. A Science Blind to the Forces of Historical Change.
- Giuseppe Felloni and Guido Laura, Genoa and the history of finance: A series of firsts? 9th November 2004, ISBN 88-87822-16-6(the book can be downloaded at www.giuseppefelloni.it)

### 지역별 경제사
- EH.Net 세계:
  - 오스트레일리아
  - 하와이
  - 홍콩
  - 인도네시아
  - 이스라엘 보관됨 2009-05-29 - 웨이백 머신
  - 일본
  - 한국
  - 말레이시아
  - 뉴질랜드
  - 노르웨이 보관됨 2013-10-28 - 웨이백 머신
  - 포르투갈
  - 스웨덴
  - 타이완
  - 우루과이